# Quintanilla del Monte
Quintanilla del Monte település Spanyolországban,  Zamora tartományban.  Lakosainak száma 95 fő (2024).

## Népesség
A település népessége az utóbbi években az alábbiak szerint változott:
| Lakosok száma | 146  | 130  | 118  | 108  | 103  | 106  | 105  | 103  | 104  | 95   |
|               | 2001 | 2004 | 2007 | 2009 | 2012 | 2014 | 2017 | 2019 | 2022 | 2024 |